# تاکانوری ناگاسه
تاکانوری ناگاسه (ژاپنی: 永瀬貴規؛ زادهٔ ۱۴ اکتبر ۱۹۹۳) جودوکار اهل ژاپن است.